# Torrent de Botelles
El torrent de Botelles –o de Gotelles– és un curs d'aigua del Vallès Occidental que neix a prop de Can Sales (Terrassa). Durant un tram del seu curs fa de partió entre els municipis de Terrassa i Sabadell. Després de 2,2 km de recorregut s'uneix al torrent del Guinard i junts formen el torrent de Ribatallada.